# Navy-Wright NW-1
Il Navy-Wright NW-1 era un aereo da competizione monomotore biplano sviluppato dall'azienda aeronautica statunitense Wright Aeronautical Corporation nei primi anni venti allo scopo di partecipare al Pulitzer Trophy Race, competizione riservata ad aerei militari.

## Storia del progetto
Nei primi anni venti del XX secolo l'US Navy, la marina militare degli Stati Uniti d'America, richiese alla Wright Aeronautical Corporation di disegnare un nuovo motore, basato sul precedente Lawrance J-1. Da questa richiesta venne realizzato il nuovo Wright T-2 Tornado, un dodici cilindri in linea, raffreddato a liquido, la cui potenza era prevista in 650 hp. A quel tempo non esisteva nessun aereo che potesse utilizzare il nuovo motore, allora la Design Section del Navy Bureau of Aeronautics (diretta dal Cdr. Jerome C. Hunsaker) progettò una nuova cellula, da realizzare in due esemplari (Bu.Aer. A 6543/6544), affidandone la realizzazione alla società Wright.
Designato Navy-Wright NW-1, il primo prototipo fu progettato e costruito in tre mesi, andando in volo per la prima volta il 1º ottobre 1922 nelle mani del collaudatore Lawson H. "Sandy" Sanderson, pochi giorni prima della prevista partecipazione al Pulitzer Trophy Race che doveva tenersi a Selfridge Field, Michigan. La sua imprevista partecipazione portò la stampa dell'epoca a soprannominarlo Mistery Racer.

## Tecnica
La fusoliera era caratterizzata dalla struttura monoscocca realizzata in legno e dall'abitacolo aperto. Posteriormente terminava in un impennaggio tradizionale monoderiva dotato di piani orizzontali.
La configurazione alare era biplana, con l'ala superiore in posizione mediana, mentre quella inferiore era posizionata sotto la fusoliera ed ospitava le ruote carenate del carrello di atterraggio al fine di ridurre al minimo la resistenza aerodinamica. Le ali, di apertura sesquiplana, erano collegate tra loro da montanti a "V", tre per lato, integrati da tiranti in cavetto d'acciaio.
Il carrello era biciclo tradizionale, fisso, integrato posteriormente da un pattino d'appoggio.
La propulsione era affidata ad un motore Wright T-2 a dodici cilindri a V di 60°, raffreddato a liquido in grado di erogare una potenza massima pari a 650 hp (485 kW) a 1 800 giri/min, ed azionante un'elica bipala lignea. I due radiatori Lamblin per il raffreddamento del liquido refrigerante erano montati sospesi sotto la fusoliera.

## Impiego operativo
Il primo test di volo, effettuato l'11 ottobre 1922, fece registrare una velocità massima di 336 km/h (209 mph). Il 14 ottobre l'aereo prese il via al Pulitzer Trophy con ai comandi il collaudatore Sanderson, ma durante la corsa il suo motore si surriscaldò e cedette, costringendo il pilota ad effettuare un atterraggio di emergenza sulle rive del Lago St. Clair. L'aereo si capovolse durante l'atterraggio, immergendosi e sprofondando nel fango, ma il pilota riuscì ad uscire dall'abitacolo illeso. Il secondo esemplare non fu pronto per la competizione, e venne completato nel gennaio 1923, ma poco dopo fu convertito in idrovolante da competizione con la nuova designazione NW-2 in vista della partecipazione alla Coppa Schneider.

## Utilizzatori
Stati Uniti
- United States Navy

### Annotazioni
1. ↑  I velivoli vennero costruiti a Long Island City, principalmente da personale della Wright, in edifici affittati dalla Chance Vought Company a partire dal mese di luglio del 1922.
2. ↑  A causa dell'insufficiente ampiezza del radiatore di raffreddamento dell'olio motore. Il breve volo di 30 minuti effettuato da Sanderson l'11 ottobre non aveva evidenziato il problema.

### Fonti
1. 1 2  Cowin 1999, p. 26.
2. ↑  Angelucci 1987, pp. 325-326.
3. ↑  Kinert 1969, p. 70.
4. 1 2 3 4  Cowin 1962, p. 321.